# Luis Aparicio
(Phil Rizzuto)
Luis Ernesto Aparicio Montiel (Maracaibo, 29 aprile 1934) è un ex giocatore di baseball venezuelano.
Ha disputato 18 stagioni nella Major League Baseball (MLB), vincendo una edizione delle World Series e
9 Guanti d'Oro, e guidando la classifica dell'American League per basi rubate per nove stagione consecutive, dal 1956 al 1964.
Nel 1984 è stato inserito nella Baseball Hall of Fame.

## Carriera
Aparicio firmò come free agent prima dell'inizio della stagione 1954, con i Chicago White Sox.
Debuttò nella MLB il 17 aprile 1956, al Comiskey Park di Chicago contro i Cleveland Indians. Concluse la sua stagione d'esordio alla guida della classifica dei giocatori per basi rubate e venne nominato Rookie dell'anno. Nel 1958 venne convocato per la prima volta per l'All-Star Game e vinse il primo Guanto d'oro.
Il 14 gennaio 1963, i White Sox scambiarono Aparicio e Al Smith con i Baltimore Orioles, in cambio di Ron Hansen, Dave Nicholson, Pete Ward e Hoyt Wilhelm.
Nel 1966 è diventato campione delle World Series, vinte dagli Orioles per 4-0, contro i Dodgers.
Il 29 novembre 1967, gli Orioles scambiarono Aparicio, assieme a John Matias e Russ Snyde, con i White Sox per Don Buford, Bruce Howard e Roger Nelson.
Il 1º dicembre 1970, venne scambiato con i Boston Red Sox per Luis Alvarado e Mike Andrews.
Luis Aparicio giocò la sua ultima partita nella MLB il 28 settembre 1973, contro i Brewers. Quando venne svincolato dai Red Sox il 26 marzo 1974 e si ritirò ufficialmente; Aparicio era l'interbase ad aver giocato più partite ed aver accumulato più assistenze e doppi giochi della storia del baseball.
Nel 1984 venne introdotto nella Baseball Hall of Fame e i Chicago White Sox ritirarono la sua maglia numero 11.

## Palmarès

### Club
- World Series: 1

Baltimore Orioles: 1966

### Individuale
- Rookie dell'anno dell'American League - 1956
- MLB All-Star: 13

1958, 1959-1, 1959-2, 1960-1, 1960-2, 1961-1, 1961-2, 1962-1, 1962-2, 1963, 1964, 1970, 1971, 1972
- Guanti d'oro: 9

1958-1962, 1964, 1966, 1968, 1970
- Leader dell'American League in basi rubate: 9

1956-1964
- Numero 11 ritirato dai Chicago White Sox
- Ha vinto 1 World Series nel 1966.
- Ha vinto 9 Gold Glove Award nel 1958, 1959, 1960, 1961, 1962, 1964, 1966, 1968, 1970
- È stato inserito nella Baseball Hall of Fame nel 1984.
- Guidò la classifica dell'American League per basi rubate per nove stagione consecutive, dal 1956 al 1964.

## Curiosità
Luis Aparicio, insieme a Ozzie Smith, è stato il modello per il personaggio di Aparicio Rodriguez nel romanzo L'arte di vivere in difesa di Chad Harbach.